# Стефан Гечев
Стефан Албертов Гечев е български поет, драматург, белетрист и преводач на поезия.

## Житейски път
Стефан Гечев е роден в семейството на литературния критик и историк Алберт Гечев (1881 – 1915) и гимназиалната учителка по френски Рада Гечева. Учи в Русе (1917 – 1922) и продължава образованието си в Пловдив (1922 – 1925). Две години учи в Париж в лицея „Луи льо Гран“. Завършва гимназия в София и славянска филология в Софийския университет през 1934 г. От 1935 изучава гръцки и слуша лекции по византийска литература при проф. Вейс в университета в Атина, където води курс по български и старобългарски език за гръцките студенти (1936). В периода 1936 – 1942 работи в българската легация в Атина като писар по чужди езици, а по-късно като драгоман-преводач. Заедно с Клеон Пераскос превежда стихове на Елисавета Багряна и Атанас Далчев на гръцки език, публикувани в сп. „Неа естия“. Успява да спаси живота на няколко души, сред тях е и поетът Костас Варналис, за чието освобождаване от нацистки арест той прибягва до помощта на българския посланик.
От 1942 г. работи като аташе по печата в Братислава. След 9 септември 1944 до май 1945  г. по настояване на словашките власти е принуден да напусне Братислава и се изселва в Пищяни, защото се обявява за правителството в София. След края на войната се завръща в Братислава и е назначен за представител на Министерството на външните работи на България. През 1947 – 1949 г. работи като Втори секретар в Българската легация във Варшава.
В България Гечев започва работа в Министерството на външните работи, но в края на 1949 г. е уволнен, защото не е член на БКП. Става редактор във в. „Стършел“ (до 1956). Заедно със Стефан Сърчаджиев и Веселин Ханчев основава Сатиричния театър в София (1957), където е драматург (до 1958). Завежда отдел „Публицистика“ в сп. „Пламък“ (до 1966). Заместник главен редактор е на сп. „Контакти“ (1966 – 1967).

## Творческа дейност
Стефан Гечев е автор на стихове, разкази, фейлетони, драми, критика, криминални и приключенски романи, публицистика, преводи. За пръв път пише стихове на 15-годишна възраст. Поезията му е философски осмислена, изискано лаконична в посоката на модерните търсения от средата на XX век. Официалната марксистка критика я отхвърля като отглас от съмнителни образци (първата стихосбирка „Бележник“, 1967, е обвинена в сюрреализъм и дадаизъм).
За цели десетилетия Гечев е изолиран от литературния живот, като са анулирани всичките му договори за книги с български издателства. През това време създава оригинални творби, които излизат от печат едва след 1989 г. (стихосбирката му „Поезия“ от 1990 включва стихове и поеми в проза, писани през 1966 – 1986 г.) Някои произведенията от този период са публикувани под прикриващия псевдоним Венцеслав Диаватов (В. Диаватов).
Творби на Стефан Гечев са преведени на английски, френски, немски, полски, руски и други езици.

### Съчинения
- „Есен. Пак разпери се“. Стихотворения 1926 – 1927
- „Месианизмът в българската литература“. Изследване 1935
- „Към въпроса за славянския физиолог“. Изследване 1938
- „Хаджи дякон Иларион. (Към историята на българската граматична наука)“. Изследване 1938
- „Ние и другите“. Хумористични разкази и фейлетони (подп. В. Диаватов) 1956
- „Цветовете на грижата“. Разкази 1961

- „Момичето и предателят“. Повест 1964 (в съавт. с К. Кюлюмов)
- „Денят на екзекуцията“. Пиеса в шест картини 1964 (подп. В. Диаватов)
- „Човекът с табакерите“. Роман 1966 (подп. В. Диаватов)
- „Бележник“. Лирика 1967
- „Крадци на богородици“. Роман 1969 (подп. В. Диаватов) (в съавт. с М. Миланов)
- „Към въпроса за авторството на Храбровата апология“. Изследване 1975
- „Мостът“. Роман 1983
- „Поезия“. Лирика, поеми 1990
- „Моят Николай Райнов“. Спомени 1990
- „Жестока благодетелка“. Необикновени разкази 1993
- „Осъденият на Сеньора“. Разкази 1994
- „Въпроси“. Стихотворения в проза 1994
- „Виктория и нейните синове. Т. 1 – 2“ 1995
- „Бележник 2“ 1997
- „Човешкото приключение или мисли по повод сентенцията „Познай себе си“. Лъжефилософски роман" 1997
- „Бунтовникът от 4018 година“ 1998
- „Убийството на улица „Бивша Преспа“" 1998
- „Самобичуване“. Стихотворения 1999
- „Голготата на Варава“. Пиеси 1999:

„Юлиян Отстъпник“
„Голготата на Варава“
„Процес за изчезване тялото на Исус Назарянина, наречен Христос“
„Убийци“
„Годеникът“
- „Моите гръцки приятели“. Спомени 1936 – 1942. Кн. 3 1999
- „Познай себе си. Лъжефилософски и лъжебиографичен роман“ 2000
- „Шегите на случая“. Новела 2002
- „Ненужните скептици“. Есета, интервюта, спомени, дневници 2003
- „Сенките на времето“. Избрани стихотворения и поеми 2004
- „От киевско стъкло“. Цикъл непубликувани стихотворения. Нова среща между изкуството и науката. Непубликувани мисли 2007

### Преводи и публицистика
Стефан Гечев е автор и на обстойни статии и есета, поместени като предговори към антологии и книги на чужди автори, издадени в България. Съставител е на „Антология на новата гръцка поезия“. Т. 1 – 2 (1960), „Съвременна кипърска поезия“ (1965), „Млада гръцка поезия“ (1976), „Гръцка поезия XX век“ (1978), „Френски поети-сюрреалисти“ (1992, 1993, 1997), като участва и в превода на стихотворенията. През 1994 г. съставя, превежда и публикува „Антология Палатина. 17 века гръцка поезия“ – второ издание през 1996 година. През 1997 – 1998 представя „Съвременна гръцка поезия“ в два тома. Превежда от гръцки език стихове на Константинос Кавафис (1963, 1984, 1995), Арис Диктеос (1967), Георгиос Сеферис (1975); от английски език – „Алиса в огледалния свят“ на Луис Карол (1965). Редактира „Антична поезия“ (1970). Помага на Диктеос за издаването на „Антология на българската поезия“ на гръцки език. През 1984 подготвя превод на „Песните на Малдорор“ от граф дьо Лотреамон, който завършва окончателно през 1986, но е издаден едва през 1993 година.

## Признание
През 1996 г. Стефан Гечев получава гръцкия орден „Златен кръст на Почетния легион“. Получава почетна грамота за принос в развитието и популяризирането на българската култура от Министерството на културата на Република България. Награден е от френския министър на културата и информацията с високото отличие „Кавалер на ордена за изкуство и култура“. Получава от Съюза на преводачите, съвместно с Посолството на Република Гърция, грамота за цялостна преводаческа дейност и за приноса му за популяризиране на гръцката литература в България (1997). Удостоен е със златен медал от Гръцкия съюз на преводачите, връчен от кмета на Атина за цялостното му преводаческо дело, което представлява принос към новогръцката литература и култура (1998).

## Памет
На Стефан Гечев е наречена улица в квартал „Витоша“ в София (Карта).
На 28 май 2001 г. в Народната библиотека „Св. св. Кирил и Методий“ се провежда научна конференция, организирана от Института за литература при БАН и НБКМ на тема „Творчеството на Стефан Гечев – ново измерение в българската литература“.
През 2006 г. в Русе се провежда Национална научна конференция „Стефан Гечев – отвъд традицията“. Публикуван е сборник с доклади и литературно-критически материали.
През май 2011 г. в Русенския университет се провежда кръглата маса на тема „Силата на духа: Стефан Гечев и Алберт Гечев в българското литературно и културно пространство“ във връзка със 100 години от рождението на Стефан Гечев. През 2013 г. е отпечатан сборникът „Властта на духа: Алберт Гечев и Стефан Гечев“, съст. В. Донева, М. Душкова, Р. Русев. Сборникът включва 11 доклада, а в приложението са публикувани непубликувани текстове от Стефан Гечев.
На 22 февруари 2011 г. в Камерната зала на Народния театър „Иван Вазов“ се провежда тържествена вечер, посветена на стогодишнината от рождението на Стефан Гечев под мотото „Свободният човек“.